# KEK (Forschungszentrum)

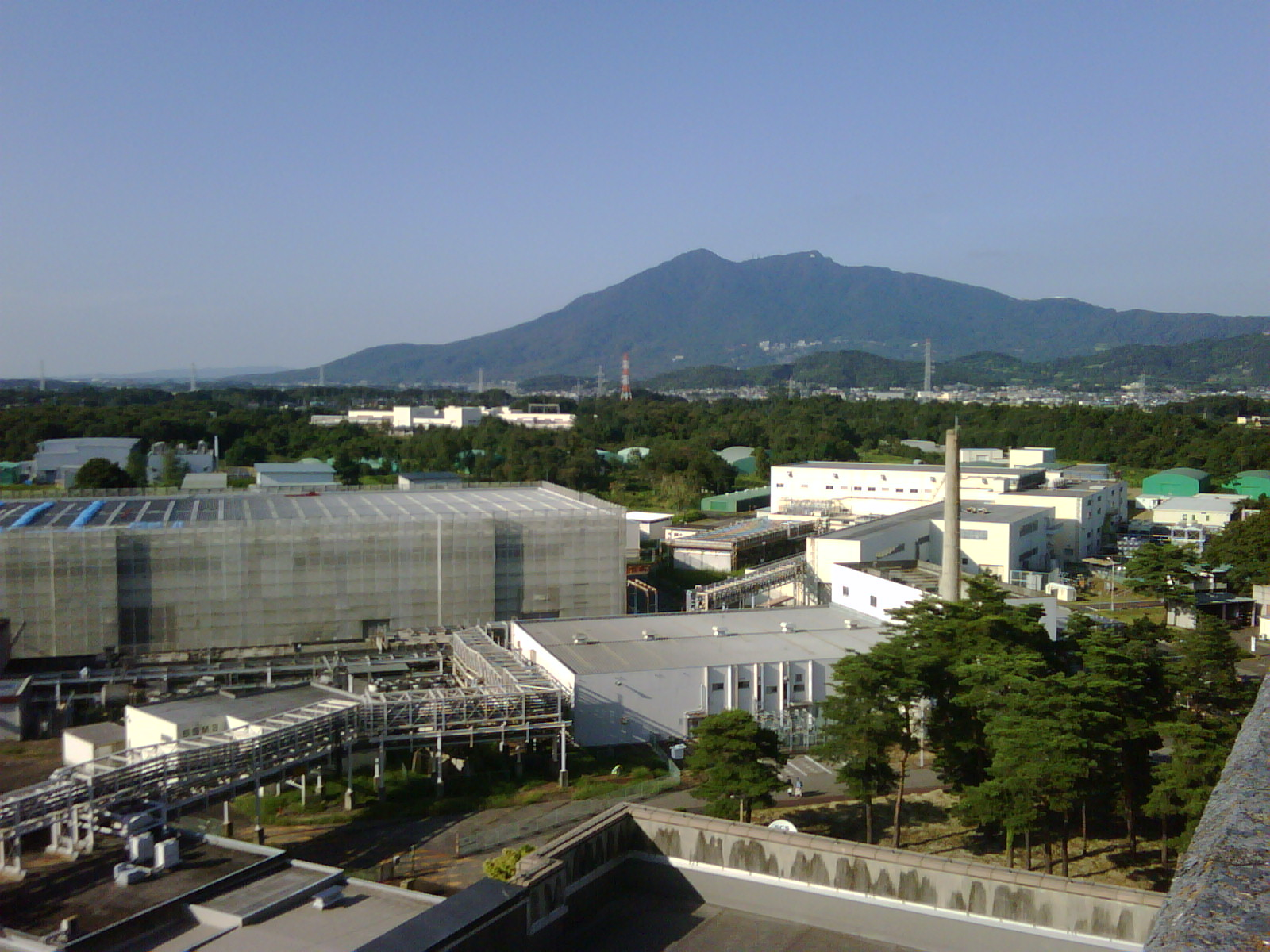
Gelände des KEK-Forschungszentrum am Fuße des Tsukuba-Bergs. Links ist die Ost-Halle des Proton-Synchrotrons (KEK-PS) und rechts die Experimentierhalle Oho des KEKB-Speicherrings zu sehen. Im Hintergrund befindet sich die Halle Tsukuba mit dem Belle-Experiment.

KEK (japanisch 高エネルギー加速器研究機構 kō-enerugī kasokuki kenkyū kikō „Hochenergie-Beschleuniger-Forschungsorganisation“, englisch High Energy Accelerator Research Organization) ist ein nationales Forschungszentrum für Hochenergiephysik in Japan. Das etwa 55 Kilometer nordöstlich von Tokio in Tsukuba, in der Präfektur Ibaraki, gelegene Forschungszentrum wurde 1971 als National Laboratory for High Energy Physics (japanisch 高エネルギー物理学研究所 Kō-Enerugī butsurigaku Kenkyūsho „Hochenergie-Physik-Forschungsinstitut“) gegründet und 1997 mit dem 1955 gegründeten Institute of Nuclear Study (INS) und dem 1988 gegründeten Meson Science Laboratory – beide von der Universität Tokio – vereinigt; das japanische Akronym für „Hochenergie-Forschungsinstitut“ wurde dabei beibehalten.
Das KEK betreibt Forschungen im Bereich der Teilchen- und Kernphysik sowie der Material- und Biowissenschaften mit Hilfe mehrerer großer Teilchenbeschleuniger. Dazu gehören unter anderem der KEKB und sein Nachfolger SuperKEKB sowie der Beschleunigerkomplex J-PARC bei Tōkai. Außerdem werden Komponenten für Beschleunigeranlagen entwickelt, speziell auf dem Gebiet der supraleitenden Magnete, Teilchendetektoren und Hohlraumresonatoren. Das KEK entwickelte unter anderem Komponenten für den ATLAS-Detektor des LHC am CERN sowie die Crab Cavities des KEKB – mit deren Hilfe gelang es 2009 im Belle-Experiment, den derzeitigen (2013) Luminositäts-Weltrekord zu erreichen.

## Gründung
Nach dem Ende des Zweiten Weltkrieges waren in Japan Forschungen auf dem Gebiet der Kernphysik bis Anfang der 1950er Jahre verboten. 1955 wurde an der Universität Tokio das Institute of Nuclear Study (INS) gegründet, das von 1956 bis 1961 den ersten größeren Teilchenbeschleuniger baute, ein 750 MeV-Elektronen-Synchrotron. Dieses erreichte ab 1966 Energien von 1,3 GeV. Um auch bei Experimenten mit hochenergetischen Ionen zur internationalen Forschung aufschließen zu können, trieben führende Wissenschaftler Mitte der 1960er Jahre den Plan zum Bau eines 40-GeV-Protonen-Synchrotrons voran. Die japanische Regierung genehmigte Anfang der 1970er Jahre aber nur ein reduziertes Budget für den Bau eines 8-GeV-Protonen-Synchrotrons, verbunden mit der Auflage, eine nationale Hochenergiephysik-Forschungseinrichtung zu gründen. Resultat war 1971 die Gründung des KEK.

## Beschleuniger und Experimente

### Proton Synchrotron (KEK-PS)

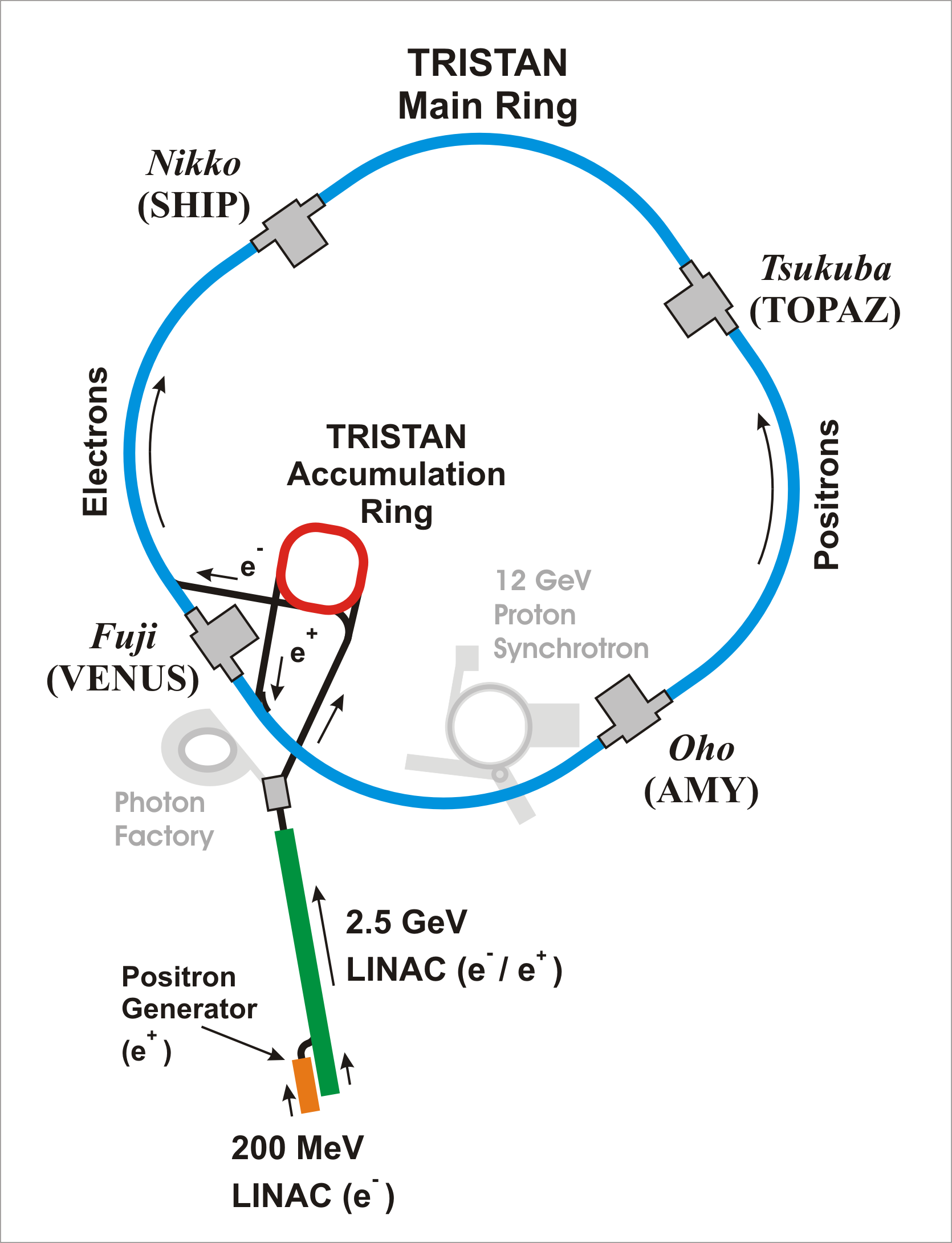
Das KEK-PS, TRISTAN und die Photon Factory am KEK in Tsukuba

Im Zuge des Aufbaus von Tsukuba zur „Stadt der Wissenschaften“ ab 1970 wurde im Norden der Stadt auf dem Gelände des neugegründeten KEK ab April 1971 mit dem Bau des 8-GeV-Protonen-Synchrotrons begonnen, das bis Ende 1976 fertiggestellt wurde. Die erreichbare Protonenenergie konnte im Laufe eines Jahres weiter auf 12 GeV gesteigert werden, und ab 1977 wurden die ersten Experimente an Japans erstem großen Teilchenbeschleuniger gestartet. Das KEK-PS legte den Grundstein für weitere Beschleuniger am KEK und hat mit seinem fast 30-jährigen Betrieb bis Dezember 2005 maßgeblich zur Entwicklung des KEK sowie der Hochenergiephysik in Japan beigetragen.
Das KEK-PS bestand aus einem Linearbeschleuniger (LINAC) – seinerseits gespeist von einem Cockcroft-Walton-Beschleuniger – der die Protonen auf 40 MeV beschleunigte. Diese wurden dann in einem ersten Synchrotron  mit einem Umfang von 38 Meter auf 500 MeV weiterbeschleunigt und in den Hauptring mit 339 m Umfang eingespeist. Dort wurden die Protonenpakete  auf ihre Endenergie von 12 GeV gebracht und über Strahllinien  den Experimenten in der Nord- und Ost-Halle des KEK-PS zur Verfügung gestellt. Der 500-MeV-Protonenstrahl des Boosters wurde auch für die südlich vom Hauptring gelegenen Neutronen- und Mesonen-Laboratorien genutzt, die Ende der 1970er Jahre errichtet wurden.
Bis zur Fertigstellung von TRISTAN 1985 war das KEK-PS der einzige verfügbare Teilchenbeschleuniger in Japan für diesen Energiebereich und wurde für eine Vielzahl von Experimenten der Teilchen- und Kernphysik genutzt. Nach Inbetriebnahme des Elektronen/Positronen-Beschleunigers TRISTAN diente das KEK-PS vornehmlich der Untersuchung von Seltsamer Materie wie Hyperkernen und Zerfallsprozessen von Kaonen. Weiterhin stieg mit den Entwicklungsaktivitäten des KEK zu Teilchendetektoren der Bedarf an Protonenstrahlen zu Testzwecken. Die letzte Phase des Betriebes des KEK-PS war ab Ende der 1990er Jahre geprägt vom KEK-to-Kamioka-Experiment (K2K). Dazu wurde 1999 eine Strahllinie in Richtung des Super-Kamiokande-Experiments in Betrieb genommen, in der mit dem Protonenstrahl Neutrinos erzeugt und in Richtung des 250 km entfernten Kamioka (heute Hida) gesendet wurden. Ziel war die Untersuchung der Neutrinooszillation; etwa zwei Drittel der verfügbaren Betriebszeit des KEK-PS wurden dafür aufgewendet.

### Photon Factory (PF) und TRISTAN

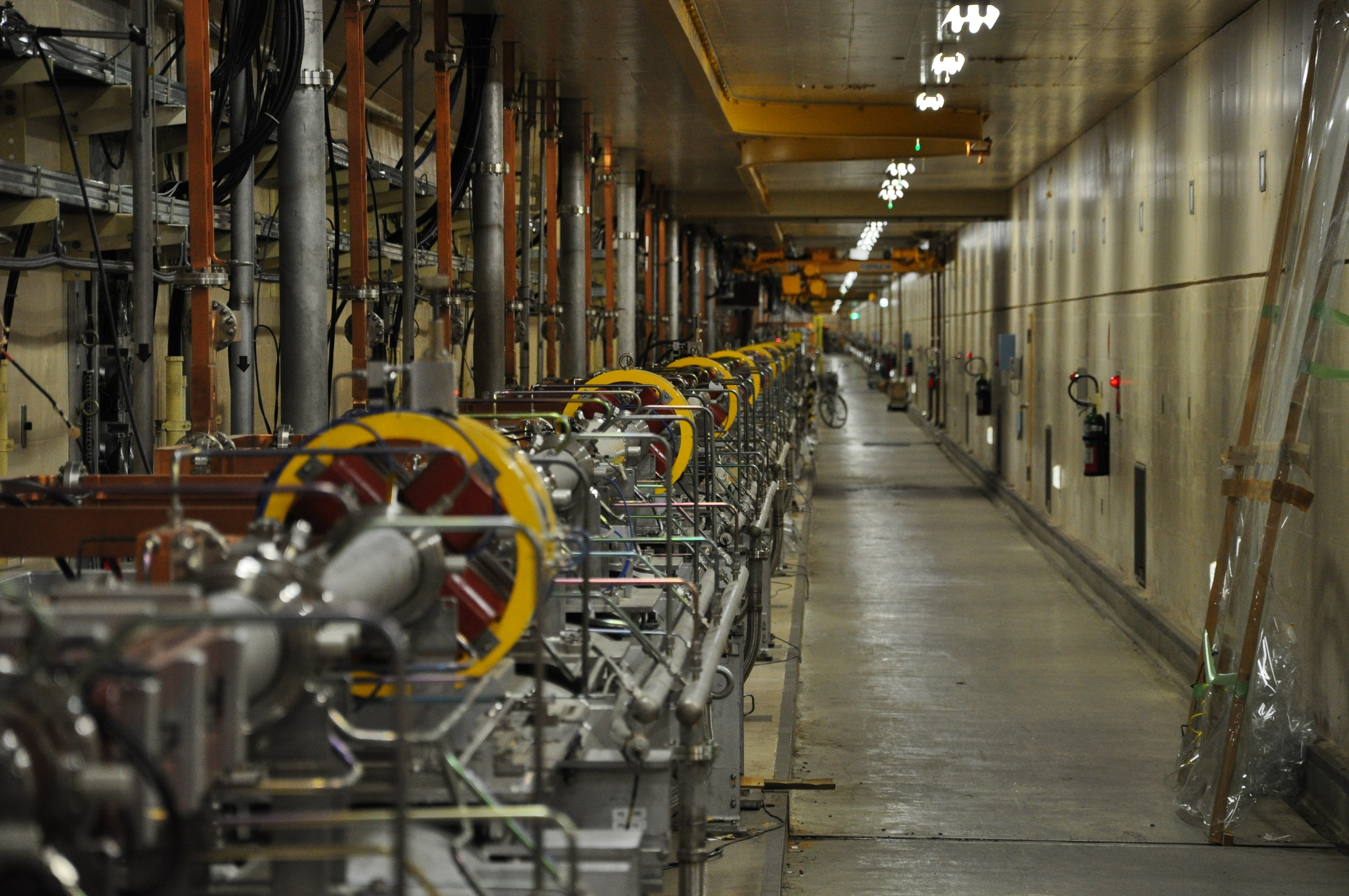
Der Linearbeschleuniger (LINAC) am KEK in Tsukuba

Mitte der 1970er Jahre kam es am KEK zeitgleich zu Planungen zweier neuer Teilchenbeschleuniger. Zum einen sollte ein 2,5 GeV Elektronen-Speicherring zur Erzeugung von Synchrotronstrahlung für die Material- und Biowissenschaften entstehen und zum anderen ein großer Electron-Positron-Collider, mit Schwerpunktsenergien von 60 GeV, für die Hochenergiephysik. Diese waren zwar für unterschiedliche Forschungsgebiete bestimmt, beruhten aber beide auf der Beschleunigung von Elektronen, was die gemeinsame Nutzung eines LINACs zur Vorbeschleunigung ermöglichte (die Positronen werden durch den Beschuss von speziellen Targets mit Elektronen erzeugt und ebenfalls im LINAC beschleunigt). Anfang 1979 begannen die Bauarbeiten am LINAC-Komplex, der in der Folgezeit ständig erweitert wurde und mit Ausnahme von KEK-PS als Vorbeschleuniger für alle weiteren großen Teilchenbeschleuniger am KEK-Standort in Tsukuba diente. Er wird derzeit (2013) für den im Bau befindlichen SuperKEKB umgerüstet. 1982 erreichte der Elektronenstrahl 2,5 GeV. Dieser stand dann dem ebenfalls fertiggestellten Speicherring der Photon Factory, wie auch dem 1983 vollendeten TRISTAN-Accumulation-Ring (AR) zur Verfügung. Der TRISTAN-AR war ein weiterer Vorbeschleuniger für den späteren Hauptring und brachte Elektronen und Positronen auf 6 und später auf bis zu 8 GeV.
TRISTAN
Der Teilchenbeschleuniger TRISTAN bestand aus mehreren Vorbeschleunigern und einem Hauptring (Main Ring, MR) mit drei Kilometern Umfang für die gleichzeitige Beschleunigung von Elektronen und Positronen und deren Kollision mit Schwerpunktsenergien von bis zu 64 GeV. Motivation für den Bau war die von Makoto Kobayashi und Toshihide Maskawa 1973 aufgestellte Theorie zur Erklärung der CP-Verletzung mittels einer dritten Generation von Quarks (Bottom- und Top-Quark). Diese sollte experimentell bestätigt werden. Ende der 1970er Jahre wurden dazu am KEK Pläne zum Bau eines Teilchenbeschleunigers zur Suche nach dem verbliebenen Top-Quark (das Bottom-Quark wurde 1977 am Fermilab nachgewiesen) vorangetrieben und 1981 mit dem Bau begonnen. Ab 1986 war er in Betrieb, aber schon Ende der 1980er zeichnete sich ab, dass die Energie zur Erzeugung des Top-Quarks nicht ausreichen würde. Daraufhin wurden Planungen für das Nachfolgeprojekt KEKB gestartet und 1994 mit dem Umbau begonnen; der Betrieb von TRISTAN wurde schließlich 1995 eingestellt.
Photon Factory (PF)
Seit 1982 wird hier mit einem 2,5 GeV-Elektronen-Speicherring mit 187 m Umfang Synchrotronstrahlung hoher Brillanz erzeugt. Das Spektrum der Strahlung reicht vom Vakuum-UV (VUV) bis zur hochenergetischen Röntgenstrahlung. Die Elektronen werden schon mit ihrer Endenergie von LINAC-Komplex bereitgestellt und in bis zu mehreren hundert Paketen über 30 Stunden (beam lifetime) im PF-Ring gespeichert. Mit dem Umbau des TRISTAN-Beschleunigers zum KEKB wurde der ehemalige Vorbeschleunigerring TRISTAN-AR nicht mehr benötigt und 1998 zur gezielten Erzeugung von Synchrotronstrahlung im Bereich hochenergetischer Röntgenstrahlung umgerüstet sowie in Photon Factory Advanced Ring (PF-AR) umbenannt. In den PF-AR werden Elektronen mit einer Energie von 3 GeV vom LINAC eingespeist und auf bis 6,5 GeV in einem umlaufenden Paket weiter beschleunigt, mit einer beam lifetime von circa 20 Stunden.
Beide Speicherringe bedienen mit ihren Stahllinien über 50 Experimentierstationen, davon zwei Drittel mit harter Röntgenstrahlung und ein Drittel mit VUV-Strahlung und weicher Röntgenstrahlung. Die Experimente reichen von der Strukturanalyse mittels Röntgenbeugung, über vielfältige spektroskopische Verfahren bis hin zu medizinischen Anwendungen.

### KEKB und SuperKEKB

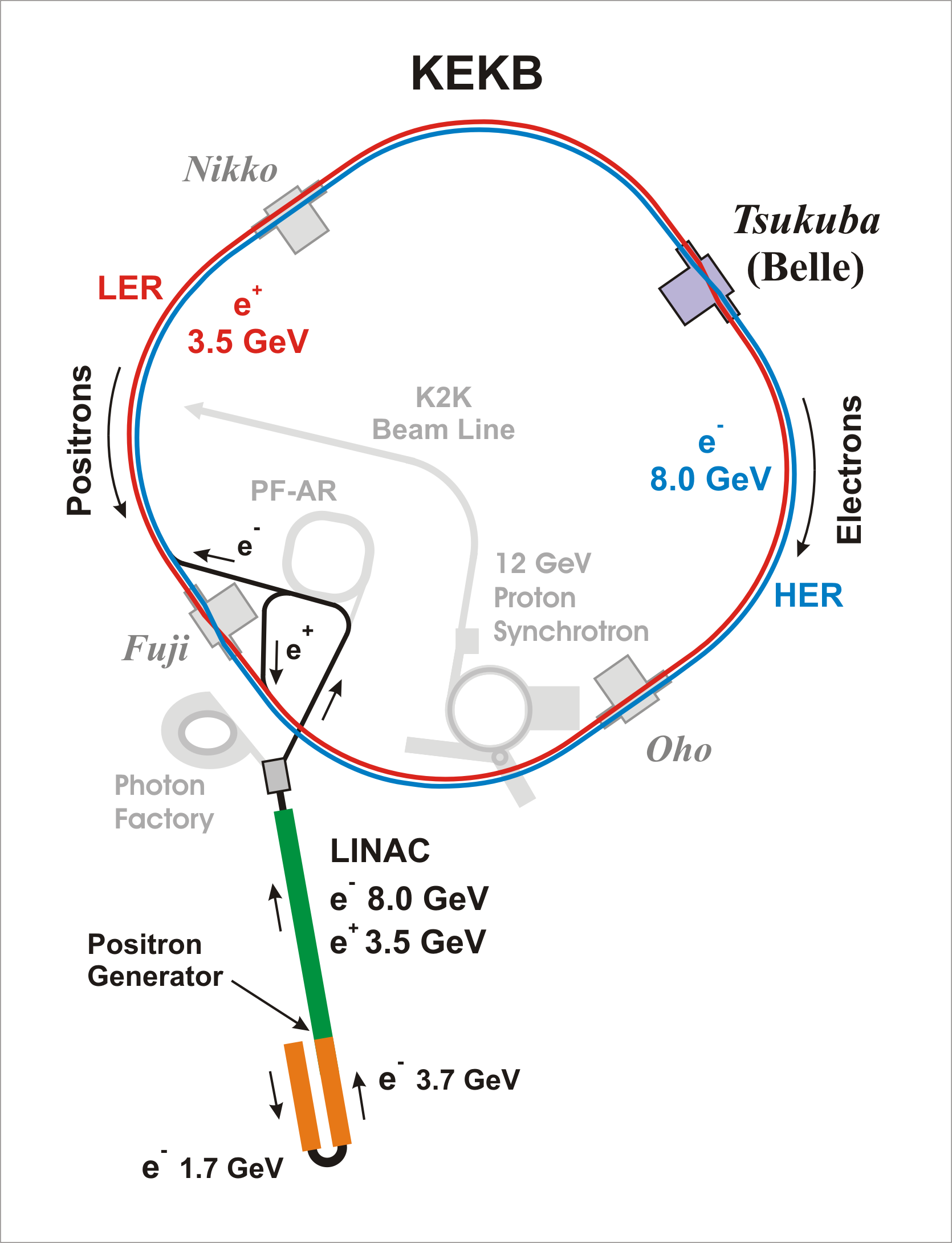
Der KEKB-Teilchenbeschleuniger (B-Fabrik) am KEK in Tsukuba

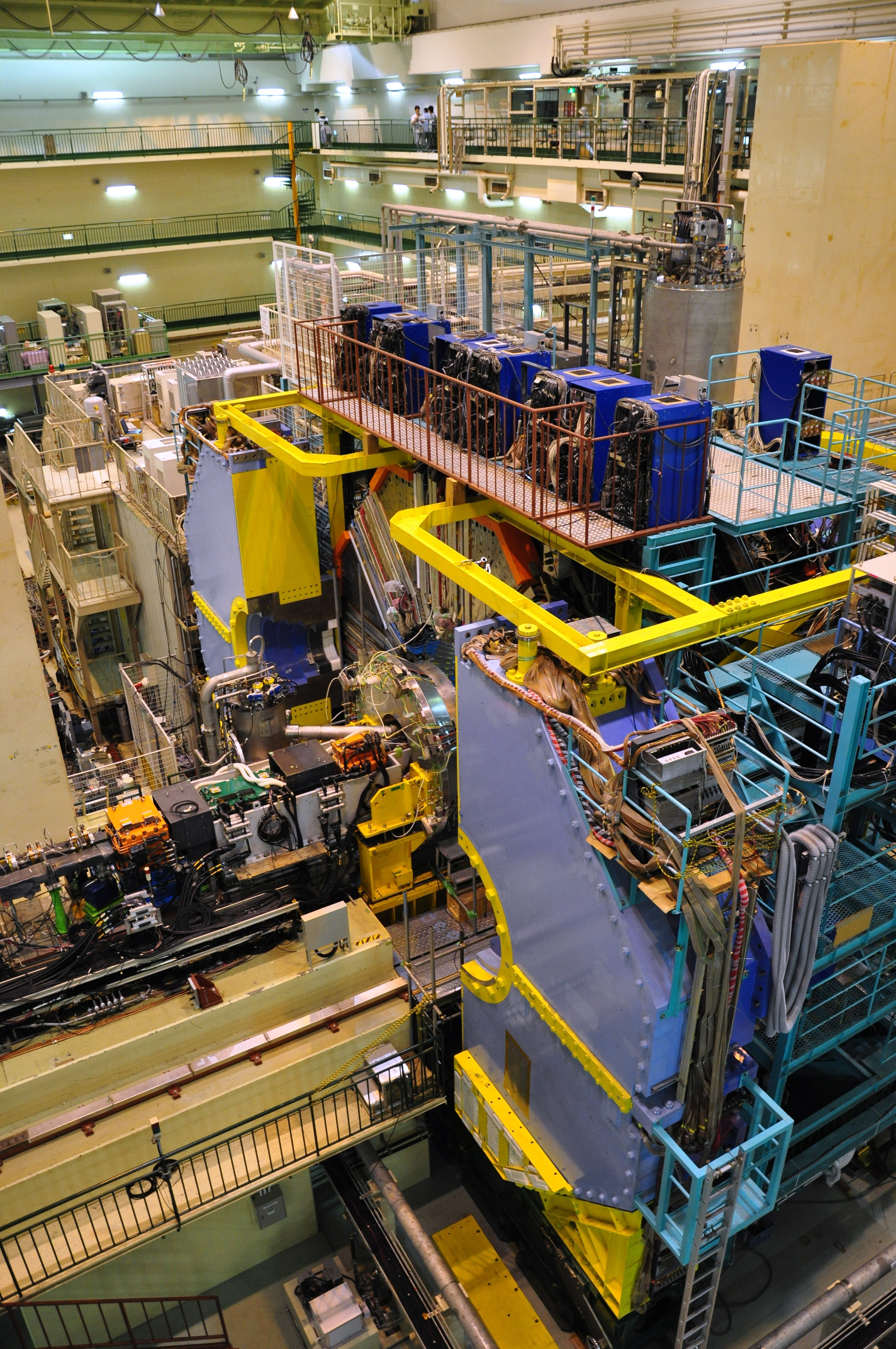
Der Belle-Detektor am KEKB

Der als B-Fabrik mit asymmetrischen Energien konzipierte KEKB entstand ab 1994 aus dem Teilchenbeschleuniger TRISTAN, unter maximaler Ausnutzung der vorhandenen Infrastruktur und Technik. Er wurde 1998 in Betrieb genommen und bestand aus zwei getrennten Speicherringen für Elektronen (8 GeV) und Positronen (3,5 GeV), die in dem vorhandenen 3 km langen Tunnel von TRISTAN errichtet wurden. Weiterhin war eine Aufrüstung des ehemaligen Linearbeschleunigers und eine Verlängerung um 200 Meter notwendig, da dieser die Teilchen schon mit ihrer Maximalenergie in die Speicherringe einspeisen sollte.
Ziel des Beschleunigers war die Erzeugung von B-Mesonen, bei deren Zerfall – nach theoretischen Vorhersagen auf der Grundlage der CKM-Matrix – die CP-Verletzung stark ausgeprägt und damit gut beobachtbar sein müsste. Mit dem BaBar-Experiment des PEP-II (SLAC) in den USA und dem Belle-Experiment des KEKB konnte die CP-Verletzung im System der B-Mesonen erstmals beobachtet werden, was mit zum Nobelpreis für Physik 2008 für die japanischen Physiker Makoto Kobayashi und Toshihide Maskawa führte. Nach mehr als zehnjährigem erfolgreichem Betrieb wurde der Betrieb des KEKB im Juni 2010 eingestellt.
Zur präzisen Bestimmung der CP-Verletzung ist die Analyse einer Vielzahl von Teilchenkollisionen notwendig. Ein Maß für die mit einem Beschleuniger erreichbare Kollisionsrate am Interaktionspunkt ist die Luminosität. Durch den Einbau der am KEK entwickelten Crab Cavities gelang es 2009 im Belle-Experiment, den Luminositäts-Weltrekord von 2,1·1034 cm−2 s−1 zu erreichen, das Doppelte des ursprünglich geplanten Wertes.
Um die Luminosität weiter zu steigern, wird seit Ende 2011 der KEKB zum Beschleuniger SuperKEKB mit dem Nachfolge-Experiment Belle-II umgebaut. Erste Tests des Beschleunigers fanden im Frühjahr 2016 statt und der Detektor wurde im April 2017 in seine finale Position am Kollisionspunkt gebracht. Die Fertigstellung ist für 2018 geplant[veraltet]. Ziel ist eine Erhöhung der Luminosität um den Faktor 40 bis 2021, auf bis zu 8·1035 cm−2 s−1. Dies soll durch eine bessere Fokussierung der Strahlen am Interaktionspunkt sowie durch Erhöhung der umlaufenden Teilchenzahl in den Speicherringen erreicht werden. Weiterhin ist eine Verringerung der Asymmetrie der Energien geplant; es soll Kollisionen der Elektronen mit 7 GeV und der Positronen mit 4 GeV geben.

### J-PARC

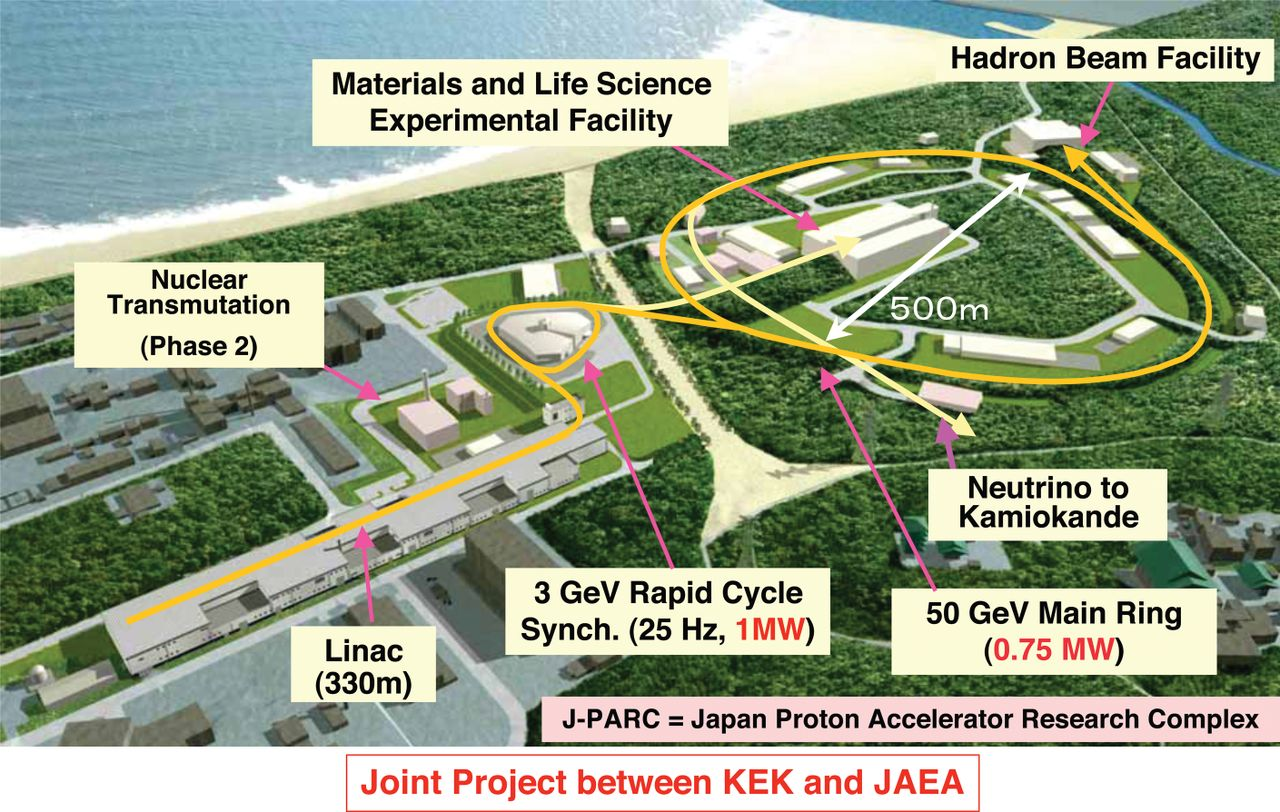
Die Teilchenbeschleuniger (3 und 50 GeV Protonen-Synchrotron) und Experimentierhallen am japanischen Forschungskomplex J-PARC, etwa 120 km nördlich von Tokio an der Pazifikküste

Der J-PARC ist ein vom KEK gemeinsam mit der japanischen Atomenergiebehörde JAEA betriebener Forschungskomplex bei Tōkai in der Präfektur Ibaraki. Erbaut in den Jahren 2001 bis 2008 ist er Nachfolger des bis 2005 in Tsukuba betriebenen KEK-PS. Der J-PARC verfügt über drei Teilchenbeschleuniger, die nacheinander Protonen auf bis zu 50 GeV beschleunigen.
Ein mehrstufiger LINAC bringt die Protonen auf eine Energie von 181 MeV. In einer weiteren Ausbaustufe soll er 400 MeV erreichen für die Einspeisung in das erste Synchrotron mit 348 Meter Umfang sowie 600 MeV für geplante separate Experimente zur Transmutation von radioaktivem Abfall. Das erste Synchrotron beschleunigt die Protonen des LINACs auf 3 GeV. Etwa 96 Prozent der Teilchen werden über eine Strahllinie in die Experimentierhalle der Material- und Biowissenschaften geleitet, wo mit Hilfe von Spallations-Targets Myonen- und Neutronen-Strahlen erzeugt werden. Die Halle befindet sich innerhalb des 50-GeV-Hauptrings (Main Ring), in den etwa alle 3 Sekunden die restlichen 4 Prozent der 3-GeV-Protonen eingeleitet werden. Der Hauptring hat einen Umfang von 1568 m und beschleunigt die Protonen auf derzeit (2013) 30 GeV; eine weitere Erhöhung auf 50 GeV ist geplant. Bedient werden hiermit die Strahllinien zur Hadronen-Experimentierhalle und zum Tōkai-to-Kamioka-Experiment (T2K). Das T2K-Experiment ist der Nachfolger des K2K-Experiments, das bis Ende 2005 am KEK-PS betrieben wurde. Es sendet einen Neutrinostrahl zum 295 km entfernten Super-Kamiokande-Detektor, wo im Februar 2010 das erste Neutrino registriert werden konnte.
Der J-PARC erzeugt Sekundärstrahlen hoher Leistung und zählt neben der Spallation Neutron Source (SNS) des Oak Ridge National Laboratory in den USA und dem ISIS des britischen Rutherford Appleton Laboratory zu den weltweit leistungsstärksten Anlagen zur Erzeugung von Myonen- und Neutronen-Strahlen. Bis 2011 wurden mit den beiden Protonen-Synchrotrons stabile Strahlleistungen von 100 bis 200 Kilowatt erreicht, geplant sind bis zu einem Megawatt.

## Organisation
| Name              | Zeitraum  | Lebensdaten |
| ----------------- | --------- | ----------- |
| Shigeki Suwa      | 1971–1977 | 1920–1997   |
| Tetsuji Nishikawa | 1977–1989 | 1926–2010   |
| Hirotaka Sugawara | 1989–2003 | * 1938      |
| Yōji Totsuka      | 2003–2006 | 1942–2008   |
| Atsuto Suzuki     | 2006–2015 | * 1946      |
| Masanori Yamauchi | seit 2015 |             |

Das KEK steht unter der Oberaufsicht des japanischen Ministeriums für Bildung, Kultur, Sport, Wissenschaft und Technologie (MEXT), welches auch für die Finanzierung sorgt. Geleitet wird das KEK vom elfköpfigen Verwaltungsrat unter dem Vorsitz des Generaldirektors. Masanori Yamauchi hat diese Position seit 2015 inne. Es beschäftigt circa 700 Mitarbeiter. Zwischen 2008 und 2011 verzeichnete es durchschnittlich 80.000 Personentage Nutzung der etwa 1.000 Experimente; davon etwa ein Viertel durch ausländische Wissenschaftler. Die Ausgaben des KEK beliefen sich in diesem Zeitraum auf durchschnittlich 45 Milliarden Yen (circa 340 Mio. Euro) pro Jahr.
Das Forschungszentrum gliedert sich neben der Verwaltung und mehreren kleineren Abteilungen – zuständig unter anderem für Öffentlichkeitsarbeit, Sicherheit oder internationale Kooperationen – in zwei große Forschungsinstitute und drei für den Betrieb und die Entwicklung der derzeitigen und zukünftigen Beschleunigeranlagen und Experimente zuständigen Abteilungen:
Institute of Particle and Nuclear Studies (IPNS)
Das IPNS betreibt theoretische und experimentelle Forschung im Bereich der Teilchen- und Kernphysik. Letztere werden vornehmlich mittels der großen Teilchenbeschleuniger an den Standorten in Tsukuba (KEKB bzw. SuperKEKB) und Tōkai (J-PARC) durchgeführt, aber auch als Partner in internationalen Kooperationen wie zum Beispiel beim LHC des CERN. Weiterhin ist es beteiligt am POLARBEAR-Experiment in der Atacamawüste zur Messung der Polarisation des kosmischen Mikrowellenhintergrunds, sowie an der Entwicklung und Planung des International Linear Colliders (ILC), der möglicherweise in Japan errichtet wird.
Institute of Materials Structure Science (IMSS)
Beim IMSS liegt der Fokus auf der Erforschung der Struktur und Funktionsweise von Materialien, mit Hilfe der von Teilchenbeschleunigern erzeugten hochenergetischen Photonen (Synchrotronstrahlung der Photon Factory) sowie Myonen- und Neutronenstrahlen (Muon Science Laboratory (MSL) und Neutron Science Laboratory (KENS) am J-PARC, bis 2005 am KEK-PS). Das breite Spektrum der interdisziplinären Forschungen liegt im Bereich Material- und Biowissenschaften.
Accelerator Laboratory
Das Accelerator Laboratory betreibt alle Teilchenbeschleuniger des KEK und bildet das Fundament des Forschungszentrums. Neben dem Betrieb und der Wartung der existierenden sowie dem Aufbau der geplanten Anlagen ist es beteiligt an der Weiter- und Neuentwicklung von Komponenten der Beschleunigeranlagen.
Applied Research Laboratory
Dieses Laboratorium ist verantwortlich für Strahlen- und Umweltschutz, Computer- und Netzwerktechnik sowie die Versorgung mit flüssigem Helium und die Unterstützung der Anlagen und Experimente mit ihren mechanischen Werkstätten. Es betreibt zudem eigene Forschungen in den genannten Bereichen sowie in der Kryotechnik und Supraleitung.
Department of Advanced Accelerator Technologies
Die Abteilung beschäftigt sich mit Entwicklung und Test zukünftiger Teilchenbeschleuniger und Detektoren sowie deren Komponenten, zum Beispiel für den International Linear Collider oder eine verbesserte Methode zur Erzeugung von Synchrotronstrahlung mittels eines Energy Recovery Linac im GeV-Bereich.
Das KEK unterhält für seine Entwicklungsaktivitäten auf dem Gebiet der Beschleunigertechnik mehrere Testeinrichtungen und hat speziell auf dem Gebiet der supraleitenden Magnete und Hohlraumresonatoren in den letzten Jahrzehnten wegweisende Pionierleistungen erbracht. So kamen zum Beispiel in den 1980er Jahren am TRISTAN-Hauptring weltweit erstmals supraleitende Hohlraumresonatoren als Beschleunigerkomponenten zum Einsatz, und die am KEKB eingesetzten Crab Cavities stellten die erste erfolgreiche Umsetzung des 30 Jahre zuvor von Robert Brian Palmer erdachten Konzeptes der crab crossings dar, bei dem durch leichte Drehung der umlaufenden Teilchenpakete eine bessere Durchdringung am Kollisionspunkt und somit eine höhere Kollisionsrate erreicht wird.